# Herb Olecka
Herb Olecka – jeden z symboli miasta Olecko w postaci herbu.

## Wygląd i symbolika
Herb przedstawia w polu srebrnym zamek czerwony o trzech basztach nakrytych dachami stożkowymi błękitnymi, zwieńczonymi kulami złotymi, na którym tarcza dwudzielna w słup, w polu prawym srebrnym półorzeł czerwony brandenburski, w polu lewym szachownica Hohenzollernów.

## Historia
Akt lokacyjny 1560 r.:
Miasto otrzymuje pieczęć. Przedstawia ona na białym tle szarą basztę z jednym większym i dwoma mniejszymi szczytami czerwonej barwy. Na baszcie naniesiona jest tarcza herbowa z przepołowionym czerwonym orłem brandenburskim oraz czarno-białymi barwami zaczerpniętymi z herbu Albrechta von Hohenzollerna - założyciela miasta. Pieczęci tej rada używać ma do potwierdzania prawdziwości swoich obwieszczeń, świadectw i innych koniecznych dokumentów.